# Bella Rose
Bella Rose (Boone, Carolina del Norte; 5 de noviembre de 1996) es una actriz pornográfica y modelo erótica estadounidense.

## Biografía
Nació en Boone, en el estado de Carolina del Norte, en noviembre de 1996 en el seno de una familia conservadora de ascendencia nativoamericana e italiana. Comenzó trabajando como estriptis. Fue descubierta por la agencia LA Direct Models, con la que firmó su primer contrato y recibió sus primeras escenas como actriz pornográfica en noviembre de 2015.
Como actriz, ha trabajado para productoras como Reality Kings, Digital Sin, AMK Empire, Lethal Hardcore, Pulse Distribution, Elegant Angel, Zero Tolerance, Naughty America, Filly Films, Kick Ass o Brazzers.
En 2018 fue nominada en los Premios AVN en la categoría de Mejor actriz revelación.
Ha rodado más de 210 películas como actriz.
Alguno de sus trabajos destacados son Cute Little Things 3, Dirty Talkin' Stepdaughters 6, Girl Scout Nookies, Kittens and Cougars 10, Moms Bang Teens 21, Naughty Little Sister, Seduced By Mommy 14, Super Tight Pussy, Teenage Rampage 22, Tight 2 o Young And Curious.

## Premios y nominaciones
| Año  | Ceremonia         | Resultado | Premio                                | Trabajo                         |
| ---- | ----------------- | --------- | ------------------------------------- | ------------------------------- |
| 2016 | Premios AVN       | Nominada  | Mejor escena de sexo lésbico en grupo | College Rules 20                |
| 2018 | Premios AVN       | Nominada  | Mejor actriz revelación               | —                               |
| 2018 | Premios AVN       | Nominada  | Premio fan: Debutante más caliente    | —                               |
| 2018 | Spank Bank Awards | Nominada  | Empress of Nipple Paradise            | —                               |
| 2018 | Spank Bank Awards | Nominada  | Most Luscious Labia                   | —                               |
| 2018 | Spank Bank Awards | Nominada  | Pretty In Pink                        | —                               |
| 2018 | Spank Bank Awards | Nominada  | Tweeting Twat of the Year             | —                               |
| 2019 | Premios AVN       | Nominada  | Mejor escena de trío M-H-M            | Ultimate Fuck Toy: Jill Kassidy |
| 2019 | Spank Bank Awards | Nominada  | POV Perfectionist of the Year         | —                               |